# Champagnac-le-Vieux
Champagnac-le-Vieux (okzitanisch: Champanhac lo Velh) ist eine französische Gemeinde mit 183 Einwohnern (Stand: 1. Januar 2022) im Département Haute-Loire in der Region Auvergne-Rhône-Alpes. Sie gehört zum Arrondissement Brioude und zum Kanton Sainte-Florine. 

## Geographie
Die Gemeinde Champagnac-le-Vieux liegt im Zentralmassiv und ist Teil des Naturparks Livradois-Forez, etwa 15 Kilometer nordöstlich von Brioude.

### Nachbargemeinden
Umgeben wird Champagnac-le-Vieux von den Nachbargemeinden Chassignolles im Norden, Saint-Vert im Nordosten und Osten, Laval-sur-Doulon im Osten und Südosten, Saint-Didier-sur-Doulon im Südosten und Süden, Chaniat im Süden und Südwesten, Agnat im Westen sowie Saint-Hilaire im Nordwesten.

## Bevölkerungsentwicklung
| Jahr                       | 1962 | 1968 | 1975 | 1982 | 1990 | 1999 | 2006 | 2014 | 2020 |
| Einwohner                  | 520  | 486  | 415  | 340  | 301  | 277  | 244  | 215  | 190  |
| Quellen: Cassini und INSEE |      |      |      |      |      |      |      |      |      |

## Sehenswürdigkeiten
- Kirche Saint-Pierre, seit 1913 Monument historique

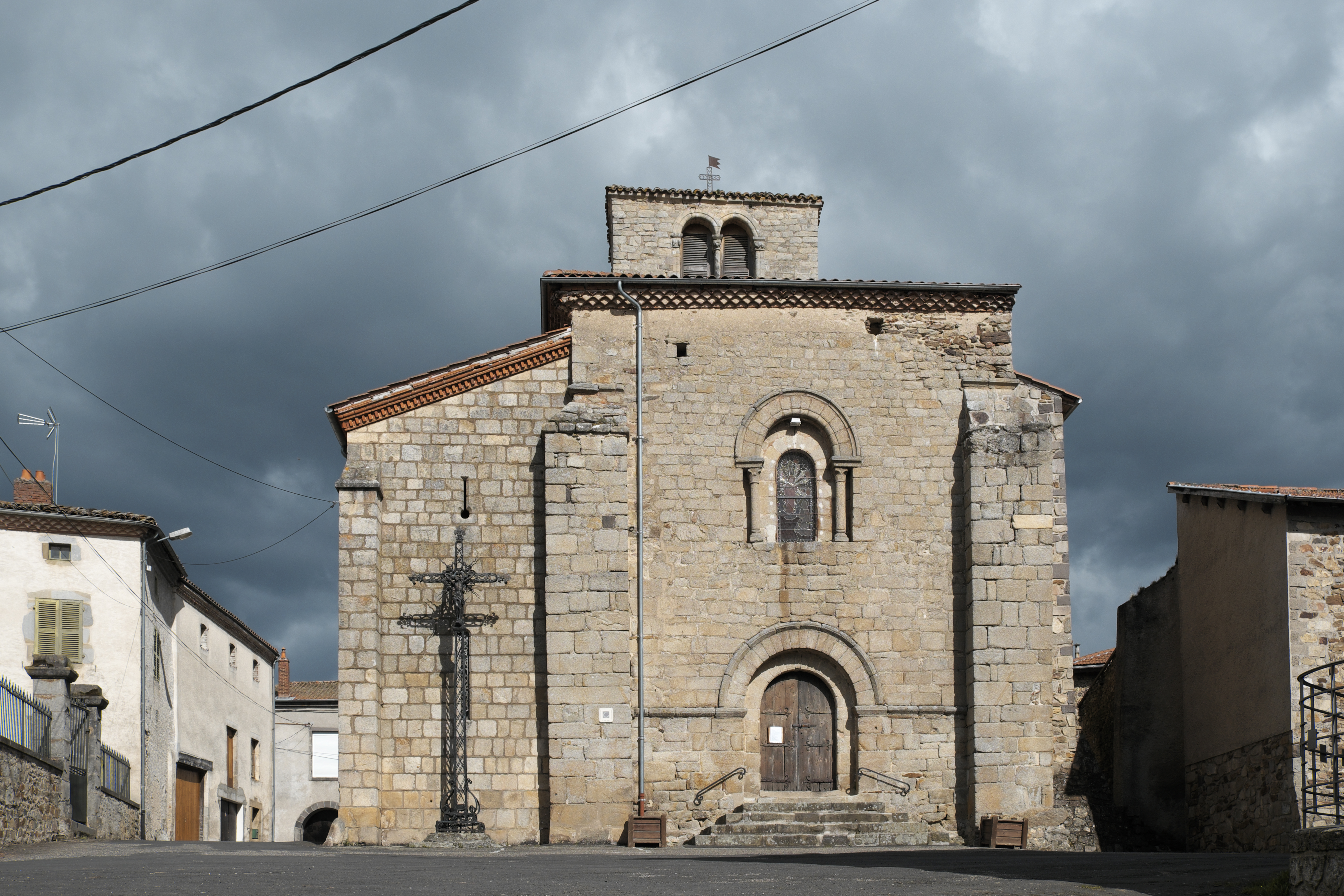
Kirche Saint-Pierre